# Тан Ицзюнь
Тан Ицзюнь (кит. 唐一军, род. март 1961, Цзюйсянь, Шаньдун) — китайский государственный и политический деятель, председатель Постоянного комитета Народного политического консультативного совета провинции Цзянси с 9 января 2023 года.
Ранее министр юстиции КНР (2020—2023), губернатор провинции Ляонин (2017—2020), секретарь горкома КПК и мэр Нинбо (2016—2017), председатель Постоянного комитета Народного политического консультативного совета Нинбо (2011—2016).
Кандидат в члены Центрального комитета Компартии Китая 19-го созыва.

## Биография
Родился в марте 1961 года в уезде Цзюйсянь, провинция Шаньдун.
В период Культурной революции и с июля 1977 года в рабочей бригаде в коммунах уездов Цинтянь, Юнкан и Ляньду. Вскоре после начала экономических реформ работал с 1980 по 1984 гг. клерком партийной школы КПК Лишуя, в 1984 году поступил в партийную школу провинции Чжэцзян и принят на службу в отдел пропаганды администрации провинции.
В октябре 1985 года вступил в Коммунистическую партию Китая. С 1991 года — в парткоме КПК Чжецзяна. В июле 1997 года назначен ответственным секретарём партотделения городского округа Чжоушань.
С июня 2002 года — ответсекретарь чжэцзянской комиссии КПК по проверке дисциплины. В июне 2005 года назначен заместителем начальника парткома КПК города Нинбо и главой городской инспекции КПК по проверке дисциплины. В феврале 2010 года — глава политико-юридической комиссии Нинбо, в феврале следующего года — председатель ПК Народного политического консультативного совета Нинбо.
В мае 2016 года утверждён в должности мэра Нинбо, а в августе того же года одновременно возглавил горком КПК Нинбо и вошёл в состав Постоянного комитета парткома КПК провинции Чжэцзян. В мае 2017 года назначен заместителем секретаря парткома КПК провинции Чжэцзян и занимал эту должность в течение следующих пяти месяцев, после чего в октябре 2017 года переведён в провинцию Ляонин на позиции заместителя губернатора и исполняющего обязанности губернатора провинции. 31 января 2018 года на 1-й сессии Собрания народных представителей Ляонина 13-го созыва утверждён в должности губернатора провинции.
29 апреля 2020 г. назначен министром юстиции КНР и секретарём партотделения КПК министерства, сменив в этих должностях Фу Чжэнхуа, против которого было инициировано антикоррупционное расследование.
7 января 2023 года на 25-й сессии Постоянного комитета Народного политического консультативного совета провинции Цзянси 12-го созыва избран председателем ПК НПКСК провинции.